# Alexandre Ivanov (collectionneur)
Pour les articles homonymes, voir Aleksandr Ivanov et Ivanov.
Alexandre  Nikolajewitsch Ivanov (Александр Николаевич Иванов) est un entrepreneur russe, collectionneur d’œuvres d'art, né le 27 octobre 1962 à Ostrov, dans l'oblast de Pskov.
Alexandre Invanov est connu pour avoir fondé, le 9 mai 2009, le musée Fabergé de Baden-Baden, premier musée privé fondé hors de Russie par un citoyen russe. Avec plus de trois mille pièces, il s'agit en effet, de la plus grande collection du monde de pièces de joaillerie et bijouterie créés par Pierre-Karl Fabergé.

## Biographie
Il sert pour la marine soviétique avant de faire ses études à Moscou, où il obtient sa licence en droit de l'université d'État de Moscou.
À la fin des années 1980, lorsque la perestroïka  de Mikhaïl Gorbatchev intègre le  capitalisme dans le modèle politico-économique de l'URSS, Ivanov se lance dans le commerce d'ordinateurs personnels. Son entreprise prospère rapidement dans une URSS dont l'économie en pleine mutation voit ses mécanismes s'effondrer. En effet, à cette époque, l'URSS connaît de terribles insuffisances d'approvisionnement. Aucun placement n'étant possible, il décide placer ses gains dans des objets d'art afin de pereniser sa fortune. C'est ainsi qu'il acquiert ses premières pièces de Fabergé et d’autres objets d’art.
Les goûts d'Ivanov s’étendent aussi dans de nombreux autres domaines : il possède également une collection de squelettes de dinosaures, d'art grec ancien, romain et précolombien, d'œuvres des maîtres anciens, d'œuvres impressionnistes et d'œuvres d'art et  symboles orthodoxes. Il est aussi propriétaire d’une collection d’automobiles anciennes,.
L’achat auquel Ivanov semble tenir le plus est celui d'un œuf de Fabergé datant de 1902, offert  au baron Édouard de Rothschild (1868-1949) lors de ses fiançailles avec Germaine Halphen. Ivanov l’a acquis lors d'une vente aux enchères chez Christie’s à Londres le 28 novembre 2007 pour neuf millions de livres (18,5 millions de dollars à cette époque-là). Il considère que c’est la « plus merveilleuse » œuvre de Fabergé.
Ivanov ne possèderait ni actions, ni participations, la valeur de sa collection serait seule garante de son statut de milliardaire. Au printemps 2010, il raconte qu’un collectionneur du Moyen-Orient lui a offert deux milliards de dollars américains pour sa collection.
Alexandre Ivanov se lance lui-même dans la peinture abstraite, avec des motifs géométriques, avec des couleurs vibrantes dont les pigments sont partiellement élaborés à base de minéraux précieux ce qui lui a permis de vendre sa première œuvre pour soixante mille livres chez Bonhams, à Londres, le 1er décembre 2010.